# Cyrtandra gracilenta
Cyrtandra gracilenta är en tvåhjärtbladig växtart som beskrevs av Friedrich Fritz Wilhelm Ludwig Kraenzlin. Cyrtandra gracilenta ingår i släktet Cyrtandra och familjen Gesneriaceae. Inga underarter finns listade i Catalogue of Life.